# Seznam kubanskih pesnikov
Seznam kubanskih pesnikov.

## A
Reinaldo Arenas -

## B
Emilio Ballagas - Miguel Barnet

## C
Julián del Casal -

## G
Nicolas Guillén - 

## H
José María Heredia y Heredia -

## K
Vanessa Knapton - 

## L
Dulce María Loynaz (1902 - 97)

## M
José Martí -

## R
Raúl Rivero -

## S
Justo Rodriguez Santos - 

## V
Jorge Valls Arango